# أحمد حسين إبراهيم عباس
أحمد حسين إبراهيم عباس (ولد في 1946 في المعامير، البحرين) معلم وسياسي بحريني.

## النشأة والتعليم
عباس من مواليد العام 1946 في قرية المعامير شرق البحرين.
حصل على شهادة بكالوريوس في الإدارة من المعهد العالي للدراسات التعاونية والإدارية بجمهورية مصر العربية في عام 1991.

## المسيرة المهنية
عمل سكرتير مدرسة المعامير الإبتدائية للبنين. ثم ترقى إلى مدرس مواد تجارية للمرحلة الثانوية. ثم نقل للعمل مدرس لغة إنجليزية في المرحلة الإبتدائية.
بعد عودة الحياة الدستورية في البحرين في عام 2001 انتسب عباس إلى جمعية الرابطة الإسلامية الشيعية وترشح في أول انتخابات منذ ربع قرن واستطاع الفوز بالدائرة الخامسة في المحافظة الوسطى في الجولة الأولى بعدما جمع 1091 صوت بنسبة 66.97%. ترأس لجنة التحقيق البرلمانية النيابية حول غاز المعامير. وفي الانتخابات النيابية 2006 خسر عباس الدائرة بعدما احتل المركز الثالث بعدما جمع 873 صوت بنسبة 12.41%. وفي الانتخابات النيابية 2010 خسر عباس الدائرة الرابعة في المحافظة الوسطى بعدما جمع 35 صوت بنسبة 0.5%.
يعتبر عضو مؤسس لصندوق المعامير الخيري.
من اهتماماته العمل على تحسين الوضع البيئي والاجتماعي للمناطق المحيطة بمصنع التكرير والإشراف على مراكز تحفيظ القرآن الكريم التابع للمدرسة المنصورية للعلوم الإسلامية.
في 9 أكتوبر 2008 أصدر ملك البحرين حمد بن عيسى بن سلمان آل خليفة أمرا ملكيا بتعيينه رئيسا لمجلس الأوقاف الجعفرية السابع عشر لمدة 4 سنوات خلفا للرئيس السابق السيد مصطفى القصاب. وقد استمر في منصبه حتى يونيو 2011.